# Иппари
Иппари (итал. Ippari) — река в Италии на юго-востоке острова Сицилия в провинции Рагуза. Длина реки — 28 км. Площадь водосборного бассейна реки равна 259 км².
Исток реки находится в горах Иблеи. Течёт на юго-запад через города Камизо и Виттория, впадает в Средиземное море к югу от городка Скольитти. Вблизи устья находится археологический памятник — античный город Камарина.
С севера бассейн реки ограничен горами Иблеи, на западе и востоке граничит с бассейнами рек Дирильо и Грассулло соответственно. Максимальная высота водосбора — 882 метра над уровнем моря. Преобладающие горные породы в бассейне Иппари — известняки олигоценового и миоценового времени. Климат бассейна — умеренный средиземноморский, среднегодовая температура равна 18 °C, минимальная и максимальная — 7 и 30 °C соответственно.
Главный приток Иппари — река Кава-дель-Боске, впадает справа.